# Ángel De Cicco
Ángelo De Cicco (18 settembre 1920 – ...) è stato un calciatore argentino, di ruolo attaccante.

## Caratteristiche tecniche
Giocava come ala destra, ma poteva ricoprire anche il ruolo di mezzala destra. Veloce e abile nell'effettuare i cross anche in corsa, era capace di tiri precisi.

## Carriera

### Club
De Cicco debuttò in Primera División argentina nella stagione 1940 con la maglia del Rosario Central. Rimase a lungo con la formazione giallo-blu, e riuscì a diventarne l'ala destra titolare con delle prestazioni che salivano di qualità di stagione in stagione. Assommò 65 presenze tra il 1940 e il 1948, segnando 14 reti. Nel 1949 passò, insieme a Lidoro Soria, dal Rosario Central al River Plate: giunto al nuovo club, sostituì per un certo periodo Juan Carlos Muñoz nel ruolo d'ala destra. Lasciò la società dopo 9 partite e 4 gol in campionato: per il torneo del 1950 passò al Quilmes, dove giocò per due stagioni.